# Massamiddelpunt

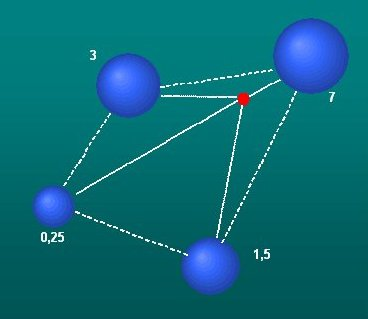
Massamiddelpunt van een systeem van 4 punten van verschillende massa

Het massamiddelpunt, gemeenschappelijk zwaartepunt, massacentrum of barycentrum (anglicisme) van een groep puntmassa's wordt bepaald door het gewogen gemiddelde van de plaatsvectoren van de afzonderlijke zwaartepunten. De weegfactor is de massa.

## Berekening
Voor een stelsel van {\displaystyle n} materiële massapunten {\displaystyle m_{1},m_{2},\ldots ,m_{n}} met plaatsvectoren {\displaystyle {\vec {r_{1}}},{\vec {r_{2}}},\ldots ,{\vec {r_{n}}}} wordt de plaatsvector van het massamiddelpunt berekend met de formule
{\displaystyle {\vec {r_{C}}}={\frac {\sum _{i=1}^{n}m_{i}{\vec {r_{i}}}}{\sum _{i=1}^{n}m_{i}}}}
Daarin is de noemer de totale massa {\displaystyle M} van de objecten:
{\displaystyle M=\sum _{i=1}^{n}m_{i}}
Voor een massa die op continue wijze verdeeld is over een volume {\displaystyle V} in de ruimte met een dichtheid {\displaystyle \rho }, eventueel afhankelijk van de plaats, kan de sommatie vervangen worden door een integraal:
{\displaystyle {\vec {r_{C}}}={\frac {1}{M}}\int _{M}{\vec {r}}\,\mathrm {d} m={\frac {1}{M}}\int _{V}{\vec {r}}\rho \,\mathrm {d} V};
waarbij {\displaystyle M} weer de totale massa is, bepaald door
{\displaystyle M=\int _{M}\,\mathrm {d} m=\int _{V}\rho \,\mathrm {d} V},
met {\displaystyle \mathrm {d} m=\rho \mathrm {d} V}.
In de {\displaystyle \mathbb {R} ^{3}} worden de coördinaten van het massamiddelpunt bepaald door:
{\displaystyle x_{C}={\frac {1}{M}}\int _{M}x\,\mathrm {d} m}
{\displaystyle y_{C}={\frac {1}{M}}\int _{M}y\,\mathrm {d} m}
{\displaystyle z_{C}={\frac {1}{M}}\int _{M}z\,\mathrm {d} m}
Van een homogeen lichaam, dus met constante massadichtheid, valt het massamiddelpunt samen met het meetkundige zwaartepunt.

## Eigenschap
Het massamiddelpunt van een lichaam, stelsel lichamen of stelsel puntmassa's beweegt alsof alle krachten daar aangrijpen en alle massa daar is geconcentreerd.